# Ayechu
Ayechu es un concejo y localidad española del municipio de Urraúl Alto, perteneciente a la Comunidad Foral de Navarra.

## Toponimia
El lugar es conocido como Aietxu en euskera.

## Geografía
La localidad está situada en la merindad de Sangüesa, en la comarca de Lumbier.

## Historia
Hacia mediados del siglo XIX, el lugar, ya por entonces perteneciente a Urraúl Alto, tenía contabilizada una población de 60 habitantes. Aparece descrito en el tercer volumen del Diccionario geográfico-estadístico-histórico de España y sus posesiones de Ultramar de Pascual Madoz con las siguientes palabras:

AYECHU: l. del valle y ayunt. de Urraul-alto, en la prov. aud. terr. y c. g. de Navarra, part. jud. de Aoiz (3 leg.), merind. de Sangüesa, dióc. de Pamplona (7), arciprestazgo de Lónguida: sit. en una hondonada circuida por 3 montañas de las que se desprende un arroyo que atraviesa la pobl., cuyas aguas puras y cristalinas aprovechan los hab. para sus usos domésticos y abrevadero de ganados. Combátenle los vientos N. y O. El clima es frio y propenso á enfermedades catarrales y reumáticas. Cuenta 11 casas, 1 molino harinero, 1 igl. parr. bajo la advocacion de San Juan Evangelista, servida por 1 cura párroco; escuela de primeras letras á la que concurren 10 niños, cuyo maestro percibe 512 rs. anuales con obligacion de desempeñar tambien el cargo de sacristan; y 1 edificio llamado la Basílica de Sta. Fe, propiedad del valle y conservada por los pueblos que le componen, en la que hay 1 prior, cuya renta se cubre por reparto vecinal. A las inmediaciones del pueblo en el sitio llamado Rasa existe 1 ermita con este nombre. Confina el térm. por N. con el de Elcoaz, por S: con el de Ongoz (ambos á 3/4 leg.), por E. con el de Yzal (2), y por O. con el de Jacoisti (1/4). El terreno es escabroso y poco productivo, fertilizado en parte por el mencionado arroyo y por el r. Elcoaz. Los caminos son locales y están en mal estado. La correspondencia la recibe de Aoiz ó Lumbier por peaton: prod. trigo, avena y cebada; cria ganado vacuno, lanar y cabrio: hay caza de perdices, liebres y jabalíes; y pesca de bárbos, madrillas y algunas truchas: pobl. 10 vec. 60 alm. contr. con el valle.
(Madoz, 1846, pp. 196-197)

En 2024, la entidad singular de población tenía empadronados 16 habitantes.

## Patrimonio

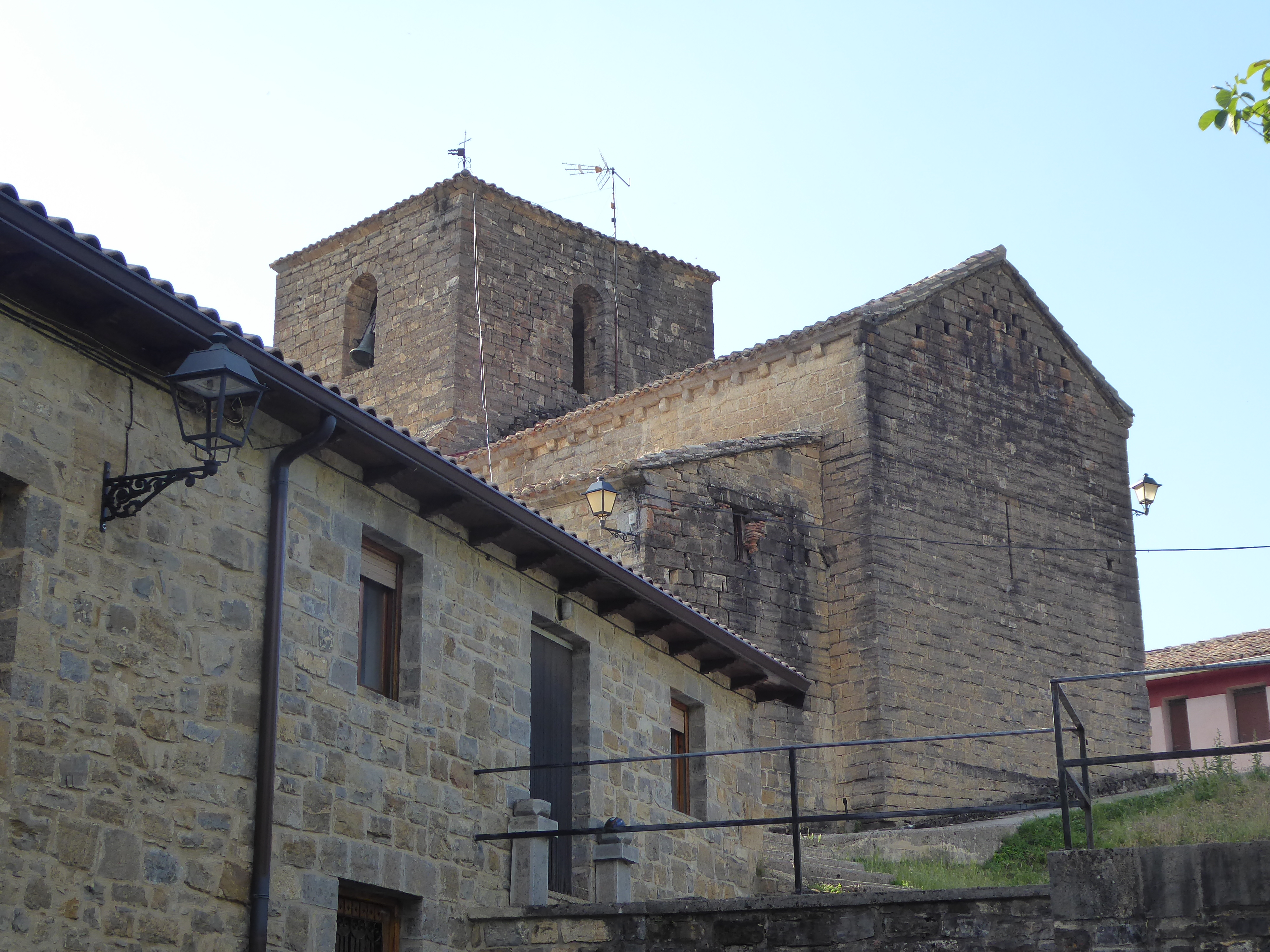
La iglesia de San Juan Evangelista

Hay en la localidad una iglesia de San Juan Evangelista.